# Ilse Rodenberg

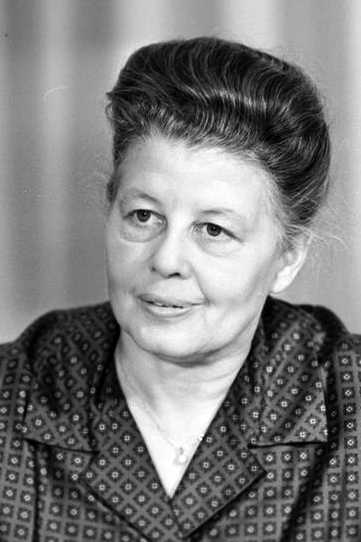
Ilse Rodenberg an ihrem 60. Geburtstag (1966)

Ilse Rodenberg (* 3. November 1906 in Düsseldorf; † 5. Januar 2006 in Berlin) war eine deutsche Schauspielerin, Kabarettistin und Intendantin. Sie leitete u. a. das Hans-Otto-Theater in Potsdam (1950–1957) und das Theater der Freundschaft in Berlin-Lichtenberg (1959–1973). Zudem war sie NDPD-Funktionärin und Abgeordnete der Volkskammer der DDR.

## Leben
Die 1906 als Ilse Haupt geborene Tochter eines Arbeiters und einer Verkäuferin wurde 1921/22 an der Handelsschule in Düsseldorf zur Stenotypistin ausgebildet. Von 1925 bis 1938 arbeitete sie als Stenotypistin und Sekretärin in Hamburg. Nebenbei ließ sie sich von 1926 bis 1928 zur Schauspielerin ausbilden und war anschließend auch als Schauspielerin in Hamburg tätig. 1930 war sie Privatsekretärin von Ida Dehmel. 1931–1933 war sie Mitglied und später Leiterin der Schauspielertruppe „Hamburger Schauspieler“.
1931 wurde sie Mitglied der KPD und der Revolutionären Gewerkschafts-Opposition (RGO). Nach der Machtergreifung durch die Nationalsozialisten 1933 arbeitete sie illegal weiter für die KPD. Wegen Herstellung antifaschistischer Publikationen kam sie vom 2. März 1933 bis 11. März 1933 in Untersuchungshaft. Vom 8. Mai 1933 bis 26. November 1934 wurde sie in einem Konzentrationslager von den Nationalsozialisten inhaftiert. In den 1930er Jahren war sie verheiratet und hieß Ilse Weintraut-Rinka. Von 1935 bis 1943 war sie in Hamburg als Stenotypistin in verschiedenen Hamburger Firmen tätig, so z. B im Hotel Vier Jahreszeiten 1937 bis 1938. 1943/44 wurde sie zum Kriegseinsatz in der Heimmütterschule in Oberbach (Rhön) zwangsverpflichtet.

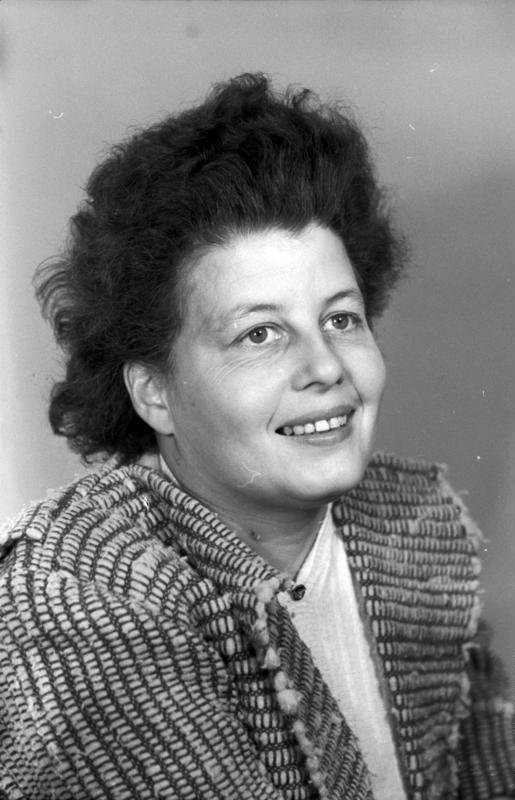
Ilse Weintraut-Rinka im September 1953

Nach dem Zweiten Weltkrieg arbeitete sie wieder in Hamburg am Theater und war Leiterin und Schauspielerin des politisch-satirischen Kabaretts Die Laternenanzünder. 1948 übersiedelte sie in die Sowjetische Besatzungszone und war dort im Auftrag der SED Mitbegründerin der NDPD in Ludwigslust. Von 1948 bis 1949 war sie Intendantin am Theater Ludwigslust und 1949 bis 1950 Intendantin an der Volksbühne Neustrelitz. Von 1950 bis 1957 wirkte sie als Intendantin am Hans-Otto-Theater in Potsdam.

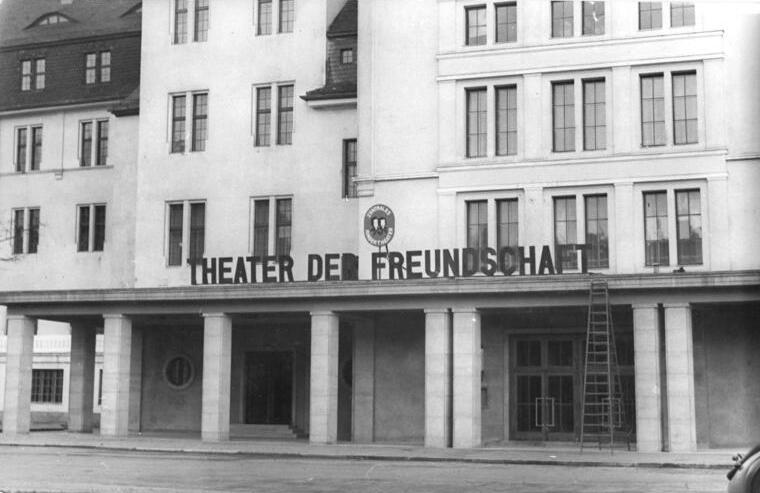
Theater der Freundschaft (1950)

Sie heiratete Hans Rodenberg, der 1950 das Theater der Freundschaft in Berlin-Lichtenberg – das erste Theater für Kinder und Jugendliche in Berlin – gegründet hatte und später Mitglied des Staatsrates der DDR wurde. 1959 übernahm Ilse Rodenberg von ihrem Mann die Leitung des Theaters der Freundschaft. Bis 1973 war sie Intendantin dieses Theaters und hatte wesentlichen Anteil an dessen genereller Entwicklung und Akzeptanz in der DDR.
Ilse Rodenberg war von 1950 bis 1954 Mitglied des Bundesvorstands des DFD und von 1950 bis März 1990 Abgeordnete der Volkskammer in der NDPD-Fraktion. Sie war ab 1963 Mitglied des Präsidiums des Parteivorstandes der NDPD und des Präsidialrats des Kulturbunds. 1967 bis 1982 war sie Vorsitzende der Parteikontrollkommission der NDPD. Ab 1964 war sie Mitglied des Komitees der Antifaschistischen Widerstandskämpfer. 1966 gehörte sie zu den Gründungsmitgliedern des Verbandes der Theaterschaffenden und war Mitglied seines Präsidiums und später Ehrenpräsidentin.
Rodenberg engagierte sich in der Internationalen Theatervereinigung für Kinder und Jugendliche (ASSITEJ) und übernahm von 1978 bis 1987 deren Ehrenvorsitz.
Anfang des Jahres 2006 verstarb Ilse Rodenberg im Alter von 99 Jahren. Sie wurde auf dem Zentralfriedhof Friedrichsfelde in Berlin beigesetzt.

## Ehrungen
- 1961 Clara-Zetkin-Medaille
- 1965 Goethe-Preis der Stadt Berlin
- 1966 Nationalpreis der DDR III. Klasse für Kunst und Literatur
- 1970 Banner der Arbeit[6]
- 1971 Vaterländischer Verdienstorden in Gold
- 1976 Ehrenspange zum Vaterländischen Verdienstorden in Gold[7]
- 1978 Conrad-Ekhof-Ring des Volkstheaters Rostock
- 1981 Stern der Völkerfreundschaft in Gold[8]
- 1985 Ehrendoktor der Humboldt-Universität zu Berlin[9]
- 1986 Großer Stern der Völkerfreundschaft[10]